# 商瞿
商 瞿（しょう く、拼音：Shāng Qú、紀元前522年 - 没年不詳）は、中国春秋時代の魯の人である。氏は商、名は瞿、字は子木。七十子の一人で、孔子から『易経』を学んだ。多数の古典を保護し、伝承した第一人者として知られる。また、彼は易占いがとても上手で、正確に占えたという。

## 生涯
商瞿は紀元前522年に魯で生まれる。孔子より29歳年下。『世本』によれば、彼の氏が商なのは、彼が商（殷）の貴族の子孫であったためであるという。
『史記』によれば、商瞿は好んで『易経』を読み、七十子の中で最も易経について深く研究していたため、孔子から与えられていた『易経』を保護する役目を担っていたようである。『史記』には、『易経』が商瞿から彼の弟子である馯臂に、それから漢代の武帝に仕えた楊何までへと後世に伝わっていくのが記録されている。楊何は易経の知識があったため、武帝に用いられ、中大夫になれたという。
孔子から与えられた『易経』は次のように伝承されていった：商瞿→橋庇（蟜庇とも）→馯臂→周丑→孫虞→田何→王同→楊何

## 伝承
商瞿の人生についてはほとんど知られていないが、彼についての逸話がいくつか後生に伝わっている。ある言い伝えによれば、商瞿は40歳を迎えようとしていたが、息子がいなかったため、彼の母親は心配していた。しかし孔子は彼女に、商瞿は40歳を迎えた後には５人の子供ができると言ったところ、それは現実になったという。
また、別の言い伝えでは、商瞿は占いで孔子はその日の正午に亡くなると予言した。これを聞いた孔子は弟子たちに彼の本を持ってくるよう頼み、正午まで読めるようにしたという。

## 歴代追贈
孔子廟には、商瞿の位牌が四聖や十二哲の位牌の向こうに、南宮括の位牌の後ろに配置されている。
739年（開元27年）、唐代の玄宗により蒙伯の称号を追贈される。
1009年（大中祥符2年）、北宋の真宗により須昌侯の称号を追贈される。
1267年（咸淳3年）、南宋の度宗により「須昌侯」として孔子とともに祀られている。
1530年（嘉靖9年）、明代に「先賢商子」に称号を改められる。